# Lipotriches welwitschi
Lipotriches welwitschi är en biart som först beskrevs av Cockerell 1908.  Lipotriches welwitschi ingår i släktet Lipotriches och familjen vägbin. Inga underarter finns listade i Catalogue of Life.